# Larmor-Plage
Larmor-Plage (tiếng Breton: An Arvor) là một xã ở tỉnh Morbihan trong vùng Bretagne tây bắc Pháp. Xã này có diện tích 7,27 km², dân số năm 1999 là 8470 người. Khu vực này có độ cao từ 0-39 mét trên mực nước biển.